# Physarida
Physarida o Physarales es un orden de mixomicetos de la clase Myxogastrea. Se caracterizan por esporas que se desarrollan internamente, por esporas siempre oscuras en masa y por la presencia de carbonato de calcio en alguna sección del cuerpo fructífero. Además, no tienen columela. El plasmodio es de tipo faneroplasmodio, esto es, grande, visible y con venas marcadas. Es el grupo que mayor número de especies comprende y que se encuentra con mayor facilidad.